# Cloprednol
Cloprednol ist ein Arzneistoff aus der Gruppe der Glucocorticoide, der bei Bronchialasthma und Polyarthritis eingesetzt wird.

## Pharmakologie
In einer Studie wurden Wirksamkeit und Sicherheit von Cloprednol und Prednisolon bei Kindern mit schwerem Asthma untersucht. Die klinischen Befunde sprachen alle für Cloprednol, darunter auch die Lungenfunktionstests. Insgesamt zeigen die Ergebnisse dieser Studie, dass Cloprednol bei der Behandlung von Kindern mit schwerem Asthma wirksamer ist als Prednisolon.
In einer weiteren Studie wurde ebenfalls die Wirksamkeit von Cloprednol bei Asthmapatienten untersucht. Es stellte sich heraus, dass Cloprednol bei der Linderung der Asthmasymptome signifikant besser abschnitt als ein Placebo. Insgesamt kann damit Cloprednol eine statistisch signifikante Arzneimittelwirkung zugesprochen werden.

### Vergleich mit anderen Kortikosteroiden
Cloprednol und andere synthetische Kortikosteroide wurden im Hinblick auf ihre Auswirkungen auf die Funktion der Hypothalamus-Hypophysen-Nebennierenrinde (HPA) bei gesunden Probanden untersucht. Die Ergebnisse zeigen, dass Cloprednol im Vergleich zu Prednisolon, Dexamethason und Betamethason die Funktion der HPA-Achse am wenigsten unterdrückt.

## Synthese
Die mehrstufige Synthese von Cloprednol ist in der folgenden Reaktionssequenz beschrieben:

## Handelsnamen
Syntestan (D), Synestan (I)

## Nebenwirkungen
Zu den bekannten Nebenwirkungen zählen: Sodbrennen, Ermüdung, Unruhe, Schwindel, Optikusnervschäden, Ulcus duodeni, Depigmentierungen, erhöhte Stickstoffausscheidung, Urtikaria und Ekzeme.